# 圣母升天国家朝圣地圣殿
圣母升天国家朝圣地圣殿（Basilica of the National Shrine of the Assumption of the Blessed Virgin Mary）是美国第一座罗马天主教的主教座堂，现在是天主教巴尔的摩总教区的共同主教座堂之一，位于美国马里兰州巴尔的摩。它兴建于1806年到1821年，设计者Benjamin Henry Latrobe是美国第一个受过专业训练的建筑师。1821年5月31日祝圣。
许多著名的事件时有发生围墙之内，包括签署美国独立宣言唯一的天主教徒查尔斯·卡罗尔的葬礼弥撒。美国早期的主教们大多在此接受祝圣，以适应巨大的移民浪潮的需要。 （直到最近，该堂祝圣的神父比美国任何其他教堂更多）该堂在19世纪举行许多重要会议。
1937年，教宗将其升为宗座圣殿。1969年列入国家史迹名录，2年后列为国家历史地标。1993年，美国主教团将其列为国家朝圣地。

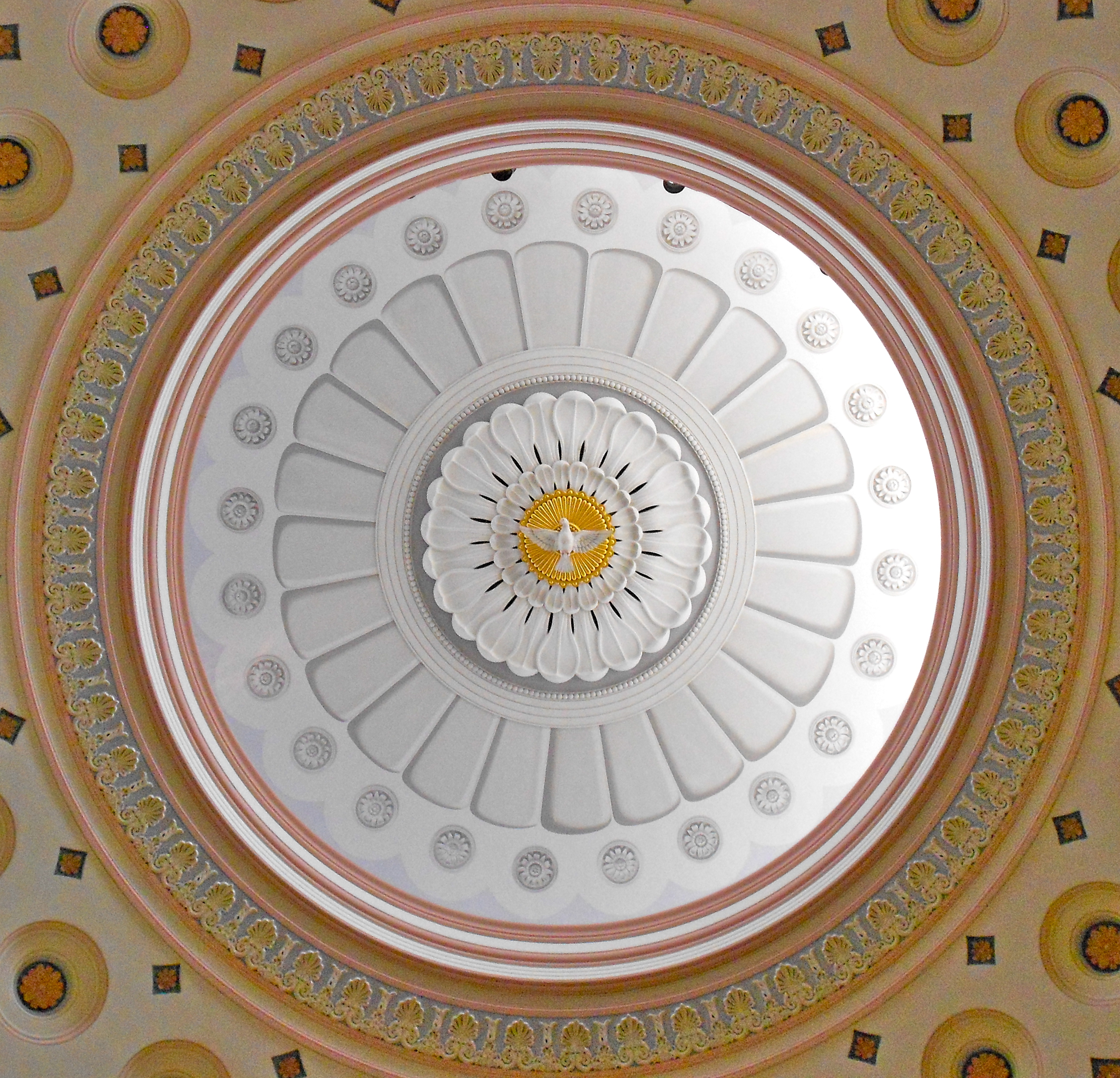
Interior of the dome

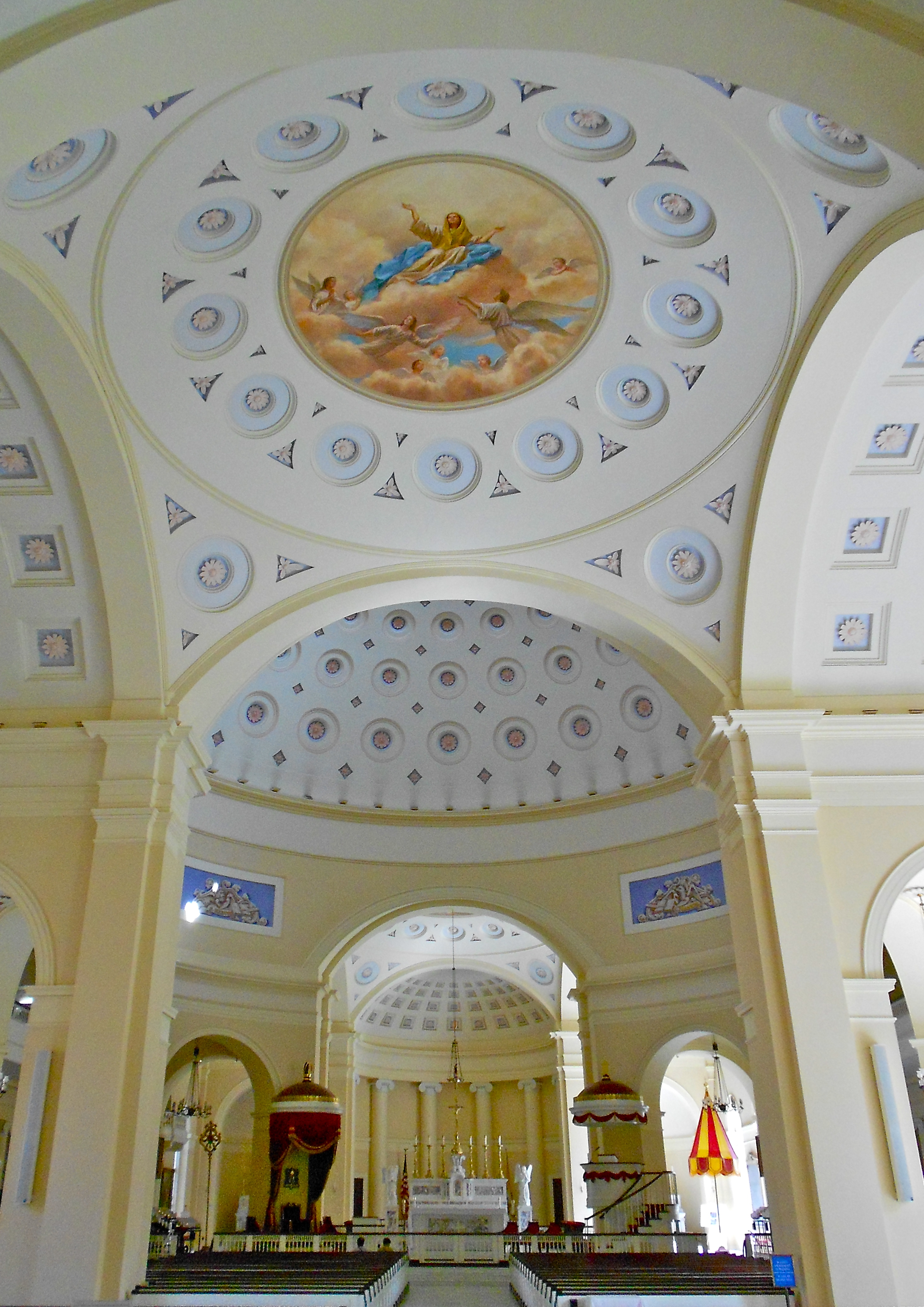
Looking toward the altar

该堂为宏伟的新古典主义建筑。